# 非接觸式支付

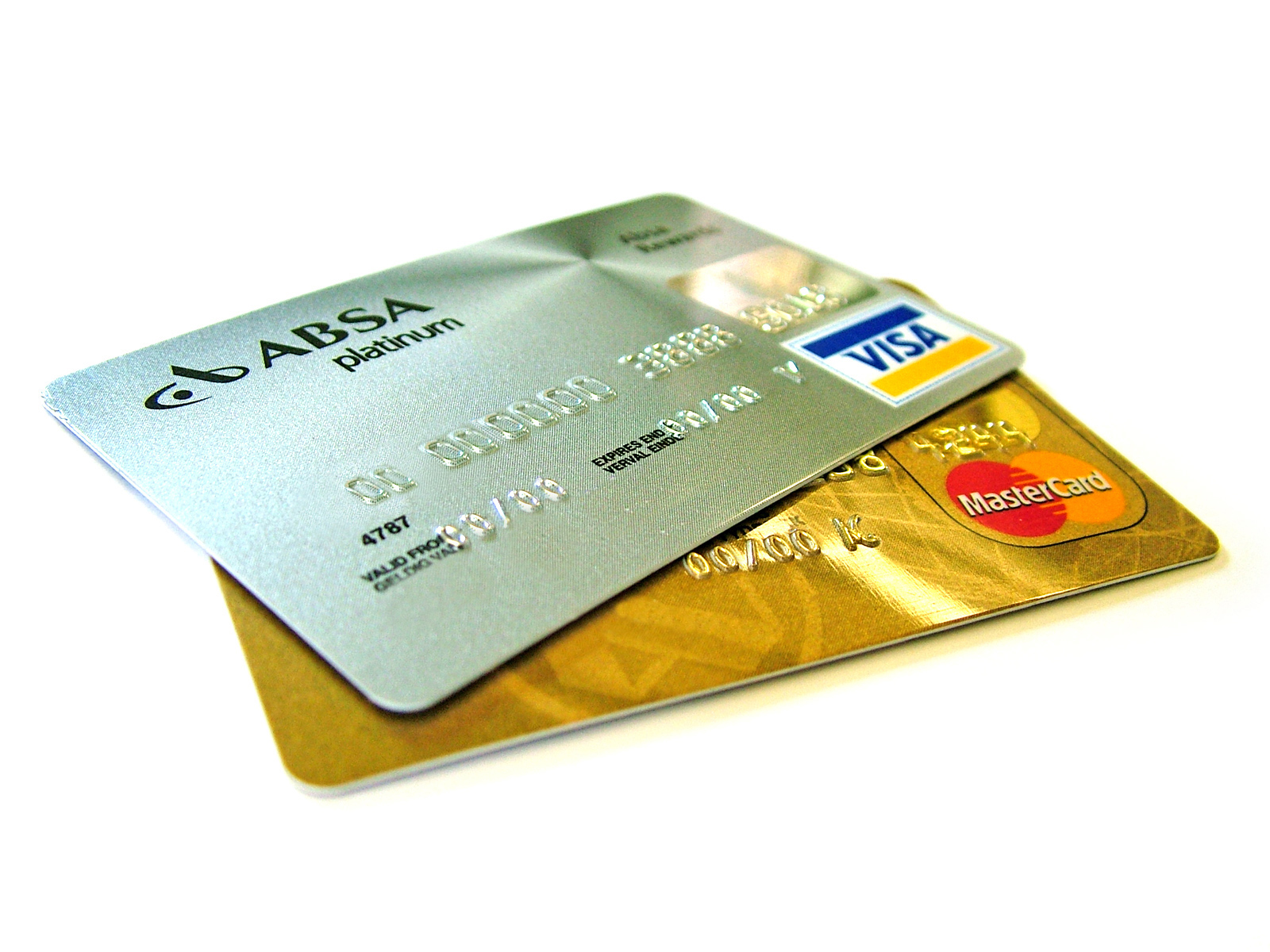
銀行卡

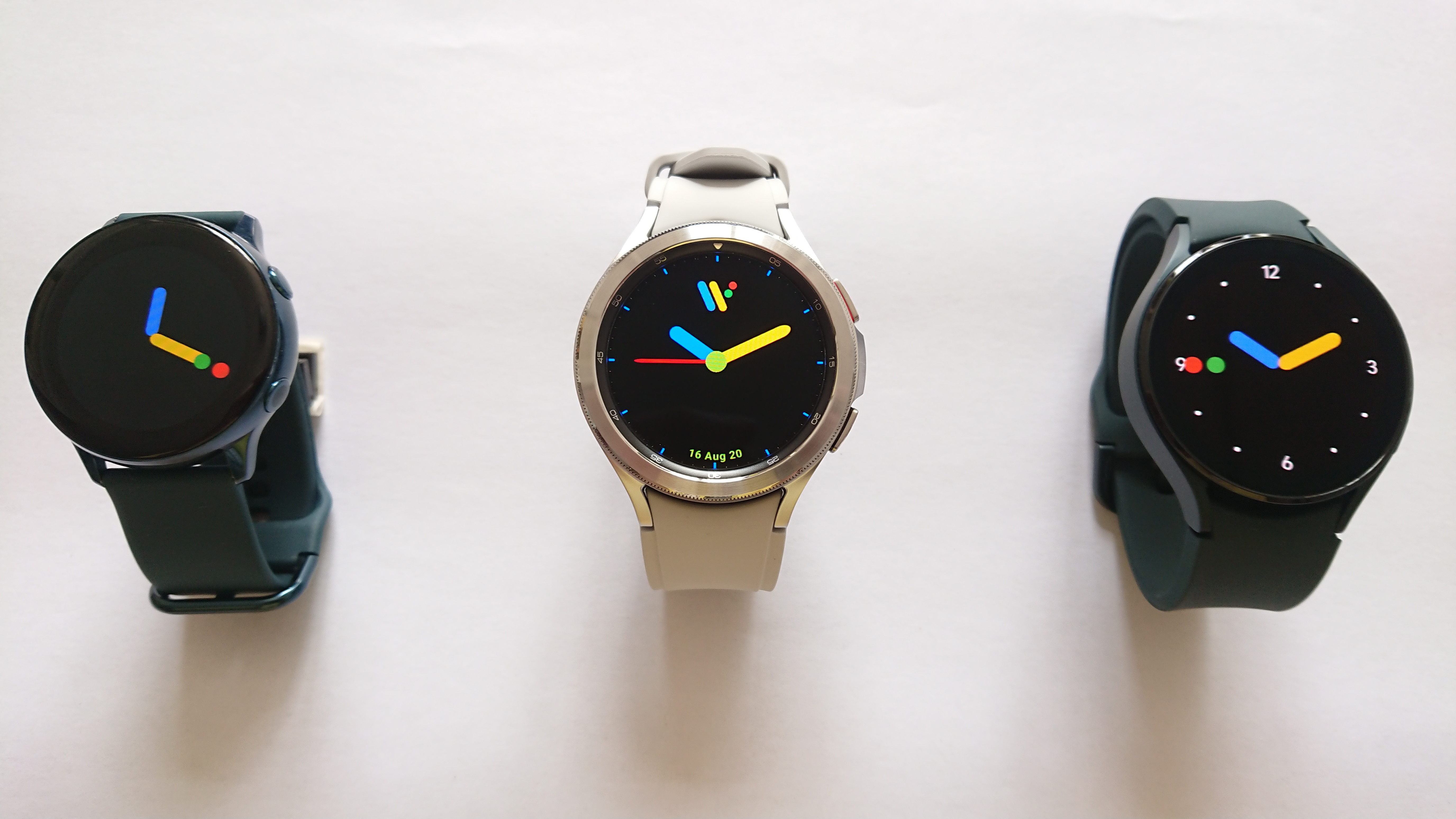
智能手環

非接觸式支付包括信用卡、借記卡、智能卡，使用智能手機或其他移動設備的射頻識別或近場通訊技術（如Samsung Pay、Apple Pay、Google Pay或任何支援非接觸式的銀行流動應用程式）以作出安全支付。內置的晶片和天線容許使用者以讀卡機上拍卡進行支付。非接觸式支付以物理上靠近而進行，不像移動支付般以WiFi網絡進行，該技術不需要物理上靠近。
部份供應商聲稱交易可比傳統的現金、信用卡等方式快近一倍。由於不需要簽署或個人識別碼認證，非接觸式支付一般只限小額交易。
2012年，MasterCard Advisors指客戶更願意以卡消費以便小額交易。MasterCard加拿大表示使用MasterCard非接觸的RFID支付卡用戶25%更願意消費。